# Neon Genesis Evangelion
Neon Genesis Evangelion (japonsky 新世紀エヴァンゲリオン, Šinseiki Evangerion), zkráceně NGE, je oblíbené japonské anime, které vzniklo roku 1995. Anime bylo napsáno a režírováno Hideaki Annem a produkováno studii Gainax a Tacunoko Production. Jde o postapokalyptickou akční mecha sérii plnou odkazů na židovsko-křesťanské symboly z knihy Genesis a biblických apokryfů. Poslední epizody NGE se zaměřují na psychoanalýzu hlavních postav, která zobrazuje různé citové problémy a duševní nemoci. Psychologická stránka pořadu je založena na osobních zkušenostech režiséra Hideaki Anna, který se vyrovnával s depresí a podstupoval psychoterapii.
Dne 9. září 2006 Gainax potvrdil novou animovanou filmovou sérii tvořenou čtyřmi filmy, zvanou Rebuild of Evangelion (2007 – 2021). Zde se snaží obrovské mechanické stroje ovládané lidmi, ochránit zbytky lidstva. První dva filmy jsou více méně alternativním převyprávěním TV série (obsahujícím mnoho nových scén, lokací a postav). Třetí film se již od původní série odklonil dosti výrazně a čtvrtý film má být zcela novým zakončením příběhu.

## Příběh
Ačkoli je tento fakt pronesen až v pozdější fázi seriálu, vše začalo roku 2000, kdy vědecká expedice na Antarktidě objevila velkého tvora neznámého původu, jehož vědci pojmenovali jako Adam nebo též první „Anděl“. Během jednoho z pokusů na neznámé bytosti se cosi nepovedlo a došlo k sebedestrukci tvora. To mělo za následek jak přeměnu bytosti do formy embrya, tak zkázu, která byla později pojmenována jako „Druhý dopad“. Antarktida byla během tohoto „dopadu“ skoro zničena a zemská osa se silou události posunula. To ovlivnilo klima a zapříčinilo celosvětovou destrukci, která zabíjela miliardy lidí i zvířat. Přesto mnohem vyšší počet životů zmařily války, které nastaly záhy poté. Po roce, během něhož vymřela polovina lidské populace, byl konečně nastolen mír. Pravda skrývající se za Druhým dopadem byla pečlivě utajována před veřejností v podobě oficiálního vysvětlení, v němž se tvrdilo, že katastrofu zapříčinil meteorit, který cestoval vesmírem rychlostí světla a dopadl na Antarktidu.
Série začíná v roce 2015, 15 let po „Druhém dopadu“. Během té doby se lidstvo zotavilo z neštěstí. Děj je zasazen do Tokya-3, vojenského a zároveň civilního města umístěného na jedné z posledních suchých pevnin Japonska. To je právě napadeno prvním z řady podivných stvoření, nazývaných Andělé. Běžné zbraně vůči nim byly shledány neefektivními. Přesto se polovojenské organizaci NERV podaří uspět ve vývoji biomechanického mecha, Evangelionu (Evy), který je schopen Anděly zastavil.
Jak se příběh prohlubuje, je odhalena skutečnost, že NERV je napojen na další tři organizace: GEHIRN, SEELE a Marduk Institut. Dokud je NERV pod kontrolou SEELu, je jeho prvotním úkolem ochrana Země před Anděly. Nicméně NERV má také vlastní tajný program, řízený lstivým velitelem Gendó Ikarim – tzv. Projekt lidské instrumentality. Tím je, podle slov Gendóa v 25. epizodě, cesta ke sjednocení všech lidských myslí do jedné duchovní entity. Úkolem Marduk Institutu, který operuje skrz 108 „pomocných“ organizací, je výběr pilotů pro Evy. Ti by měli pocházet z nejvíce nadaných dětí, počatých po Druhém dopadu (tj. 15letých). Představiteli institutu jsou velitel Gendó Ikari a hlavní vědecké poradkyně NERVu Ricuko Akagi.
Každá Eva má svého výhradního pilota a funguje na základě synchronizace s duší a myslí pilota uvnitř Evy. Čím vyšší synchronizační poměr pilota, tím lépe může pilot kontrolovat Evu a obratněji bojovat. Například pilotovi Šindžimu dělalo výrazné potíže pohybovat s Evou při 40 % synchronizace, ale s vyšší synchronizací dokázal provádět během souboje zblízka přímo akrobatické pohyby. 100% synchronizační poměr sebou přináší neuvěřitelné množství schopností Evy. Vyšší poměr, který je považován za nemožný, přesto může být piloty dosažen. Naneštěstí, když Šindži takového stavu dosáhne, stráví následující měsíc „rozpuštěn“ v Evě.
Hlavní postava, Šindži Ikari, je odcizeným synem Ikariho Gendó. Před počátkem série Gendó povolá Šindžiho, aby se stal pilotem poté, co je pilotka Jednotky 00, Rei Ajanami, zraněna. Nemajíc potuchy o tom, proč jej otec povolal, Šindži přijíždí do Tokia-3 právě ve chvíli, kdy na město zaútočí Třetí Anděl. Šindži zdráhavě přijímá a ujímá se řízení Jednotky 01. Zároveň začíná žít spolu s majorkou Misato Kacuragi. Spolu s Rei bojují proti Andělům, dokud se k nim později nepřipojí Asuka Langley Sórjú, pilotka Jednotky 02.
Když se Ricuko na začátku děje zmíní o tom, že Evy obsahují nějaké ty biologické části, jejich rozsah není zpočátku příliš patrný. Jak se ale ukáže v 16. a 20. epizodě, Jednotka 01 je spojena s duší Jui Ikari, Gendóho zesnulou manželkou a Šindžiho matkou. Sama Rei je klonem Jui a duší Lilith, Druhého Anděla.
Později se ukáže, že Evy nejsou skutečnými „roboty“, ale spíše žijícími biomechanickými organismy. Na konci celého seriálu je odkryt fakt, že Evy jsou v podstatě klony Andělů (Jednotky 00, 02, 03 a 04 byly vytvořeny z Adama, Prvního Anděla a 01 z Lilith). Jejich mechanické součásti slouží jako omezení a kontrola. Že tato kontrola není perfektní se ukáže, když Jednotky 00 i 01 „zešílí“ a piloti nad nimi ztratí kontrolu.
Časem se postavy začínají dozvídat o druhém cíli NERVu a SEELu, Projektu lidské instrumentality. Jejich úmyslem je napomoci lidské evoluci a tím lidstvo zachránit. Aby se tak stalo, naplánují prolomit obranu AT-štítů, které oddělují jednotlivce, a spojit tak všechny lidské duše. Pokud každý dosáhne takového stavu, již nikdy více nepocítí bolest ani osamění.
Na konci děje se dostanou do sváru dvě rozdílné části o to, zda se připojit či nepřipojit k Instrumentalitě.
V posledních dvou dílech seriálu zahájí Gendó s Rei Projekt lidské instrumentality a přinutí tak několik postav postavit se svým pochybnostem a strachu. Série se prvotně zaměřuje na Šindžiho, obzvláště v epizodě 26. Zpočátku se Šindži pokouší uniknout těmto vnitřním konfrontacím, ale nakonec sebe přijme takového, jaký je. Tento konec by také mohl znamenat Annovo odmítání otakuismu poté, co Šindži odmítl povrchní, prázdný a bolestný svět místo skutečného světa. Konec, vytvořený z retrospektivy zvláštních, útržkovitých kreseb a čistého textu, zanechal mnoho fanoušků zmatených a neuspokojených. Hlavní zápletka – boj proti Andělům – nebyl nikdy vyřešen a jediné, co mělo nějakou formu rozuzlení, byly Šindžiho osobní konflikty. O rok později bylo vydáno odlišné pompéznější zakončení v podobě filmu End Of Evangelion. Tomuto filmu ještě předcházel Neon Genesis Evangelion: Death & Rebirth, který byl vlastně velmi dynamickým sestřihem prvních 24 dílů seriálů doplněným o pár záběrů a propojovacích scén navíc (jeho druhá část tvoří první třetina End Of Evangelion).

## Postavy
Postavy z NGE stále zápasí se svým okolím, se svými vztahy, vnitřními démony a s traumatickými zážitky z minulosti. Vztahy mezi všemi postavami jsou značně spletité.
Režisér Hideaki Anno popsal jednoho z hlavních hrdinů Šindžiho Ikariho jako kluka, který se „snaží utéct lidskému kontaktu“ a „přesvědčuje sebe samého o své naprosté zbytečnosti tak moc, že není ani schopen spáchat sebevraždu.“ Šindži a Misato Kacuragi se podle něj „nesmírně bojí být někým zraněni“ a jsou „nedostatečně pozitivně smýšlející na to, aby se dali nazývat dobrodružnými hrdiny“. Rei Ajanami spolu s Asukou Langley Sórjou, jinou hlavní protagonistkou, mají podobné vady a obtížně navazují vztahy s druhými.
K popularitě Neon Genesis Evangelionu nepochybně přispěl i vzhled postav. Atraktivní zevnějšek tři hlavních ženských postav – Asuky, Rei a Misato – byl zvěčněný v dódžinši komunitě formou miniatur a inspiroval tak další anime (např. Burst Angel).

## Inspirace a symbolismus
Evangelion je plný narážek na biologická, vojenská, náboženská a psychologická témata. I když náboženské a biologické téma je někdy (možná záměrně) pojato odlišně oproti pojetí současného křesťanství nebo biologii. Annovo použití Freudovského slangu a psychoanalytické teorie je zde velmi přesné.
Výklad symbolů se různí. Není úplně jasné, kolik z nich je záměrných či smysluplných, ani které jsou čistě dílem náhody. Jak sám Anno řekl, „Mohla by to být sranda, kdyby si někdo našel čas a prozkoumal je.“
Umístění symbolů je obsaženo i v anglickém DVD komentáři k Death and Rebirth a End of Evangelion.
Mnoho postav sdílí stejná jména s japonskými loděmi (a dokonce jednou americkou) z druhé světové války. Například Asuka Langley Sórjú či Akagi Ricuko. Shoda je však pouze ve výslovnosti, znaky, jimiž jsou jména zapsána, jsou jiné.

### Psychologická a psychoanalytická teorie
Několik frází užitých v názvech epizod a hudebních kulisách pochází z prací Sigmunda Freuda. Mezi ně patří „Thanatos“, „Orální období,“ „Strach z odloučení“ a „Matka je první další“ (matka jako prvotní objekt dětské lásky je základem Oidipova komplexu). Spojení mezi Evami a jejich piloty, stejně jako konečný cíl Projektu lidské instrumentality, se silně podobá Freudovským teoriím o vnitřním konfliktu a mezilidské komunikaci.
Ježkovo dilema je pojem, popsaný filosofem Arthurem Schopenhauerem a později převzatý Freudem. Je to také podtitul čtvrtého dílu a zmíněn Misato Kacuragi jako popis vztahu Asuky se Šindžim.

### Náboženství
Ústřední symbolika čerpá inspiraci z židovsko-křesťanských zdrojů. Často také bylo využito ikonografie a témat judaismu, křesťanství, gnosticismu a v některých případech i Svobodného zednářství.
Výčet odkazů, které se objevují v sérii a které jsou přijatelnou a věrohodnou interpretací.
- Adam a Eva jsou přímým odkazem na první lidské bytosti z knihy Genesis.
- Křesťanský kříž je často reprezentován jako energický paprsek stoupající k nebi (při zničení Anděla).
- Druhý anděl Lilith je v židovském folklóru první manželkou Adama a zároveň prvním upírem.
- Marduk Institut je pojmenován po Mardukovi, Babylónském bohovi a patronovi města Babylón.

### Fikce a filosofie
Neon Genesis Evangelion a zejména Projekt lidské instrumentality vykazuje silné ovlivnění novelou Arthur C. Clarka Konec dětství.